# Blatec
Blatec település Csehországban, a Olomouci járásban. Blatec Kožušany-Tážaly, Vrbátky, Charváty, Grygov és Bystročice településekkel határos. Lakosainak száma 658 fő (2024. január 1.).

## Népesség
A település lakosságának változását az alábbi diagram mutatja:
| Lakosok száma | 399  | 515  | 537  | 511  | 576  | 569  | 649  | 642  | 653  | 658  |
|               | 1869 | 1890 | 1921 | 1950 | 1980 | 2001 | 2017 | 2019 | 2022 | 2024 |